# Tvillingarna (stjärntecken)
Tvillingarna (latin: Gemini; grekiska: Δίδυμοι, Didymoi; symbol: ♊) är ett astrologiskt stjärntecken i zodiaken.
Enligt astrologin sägs Tvillingarna vara talets, intelligensens, språkens och all kommunikations tecken vilket gör dem väldigt sociala.
Egenskaper: Anpasslig, tydlig, kommunikativ, nyfiken, intelligent, charmig, underhållande, vitsig, busig, äventyrlig, smart. Stark drivkraft, stort självförtroende, självinsikt, självkänsla och har många olika talanger och förmågor. När de kommer på hur de ska ta dessa förmågor och talanger i anspråk uppnår de sina mycket högt uppställda mål. De blir mycket framgångsrika och hittar så småningom rätt relation. Inspirerar och motiverar omgivningen med sin inkännande personlighet.

## Mytologi
Tvillingarna Castor och Pollux var båda söner till Leda. Dock var Castor son till den jordiske kungen Tyndareos, medan Pollux' fader var Zeus, som i form av en svan hade förfört Leda.
Efter att en tävling slutat med ett slagsmål stupade Castor. Den förkrossade Pollux bad sin far om att också få dö. Men eftersom Pollux var son till en odödlig gud var detta omöjligt. Däremot hämtades Castor från dödsriket av Zeus, och tillsammans med Pollux flyttades de båda bröderna upp till himlen.

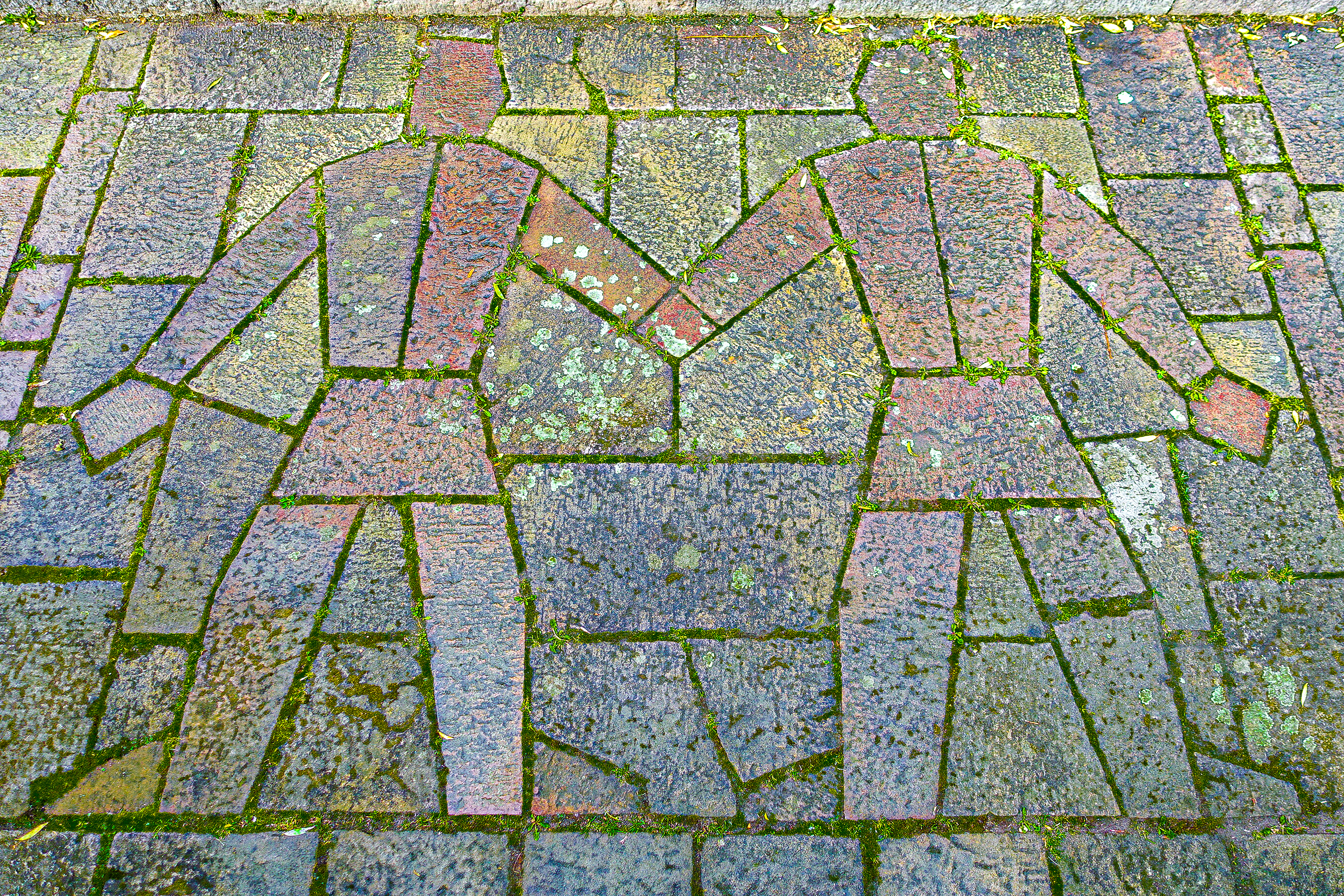
Stjärntecknet Tvillingarna i Stadshusparken till Stockholms stadshus.